# L'ultimo uomo della Terra
L'ultimo uomo della Terra è un film horror fantascientifico del 1964 diretto da Ubaldo Ragona o, come indicato nella versione americana, da Sidney Salkow (il film, a seconda delle fonti, viene accreditato all'uno o all'altro regista).
Il soggetto è tratto dal romanzo postapocalittico di Richard Matheson Io sono leggenda (I Am Legend) del 1954 (pubblicato in Italia nel 1957 con il titolo I vampiri). Dallo stesso romanzo sono stati tratti in seguito altri tre film, 1975: Occhi bianchi sul pianeta Terra (The Omega Man, 1971), Io sono leggenda (I Am Legend, 2007) e I Am Omega (2007) ma il primo del 1964 rimane generalmente considerato l'adattamento più fedele.

## Trama
Il dottor Robert Morgan è l'ultimo essere umano sopravvissuto ad una tremenda epidemia che ha trasformato gli altri uomini in vampiri. Da tre anni le sue giornate scorrono tutte uguali: di giorno, i vampiri, che temono la luce del sole, trovano riparo, mentre Morgan, armato di paletti di legno, gira per la città, individua i rifugi dei non-morti, deboli e goffi come zombi, e li elimina impalandoli e bruciandone i corpi. Di notte il dottore si rifugia in casa propria, appendendo alle porte specchi e aglio, che i vampiri non possono sopportare. Di tanto in tanto Morgan cerca di comunicare con qualche eventuale sopravvissuto attraverso una radio, connettendosi ad un canale internazionale, ma sempre senza successo. Il suo riposo è accompagnato dal frastuono dei vampiri che si affollano alla porta di casa, assetati di sangue.
Morgan rievoca i tempi felici con la moglie Virge e un flashback mostra i primi passi dell'epidemia, che dall'Europa muove verso l'America: Morgan è uno scienziato, impegnato a cercare un vaccino che sconfigga il bacillo. Le autorità proibiscono alla popolazione di seppellire i corpi e impongono a tutti di consegnarli alle forze dell'ordine, in modo che i cadaveri vengano bruciati in una enorme fossa comune. Ben Cortman, giovane assistente di Morgan, è convinto che le pire siano organizzate per evitare che i cadaveri tornino in vita, ma la sua teoria trova resistenza nello scetticismo di Morgan. Anche il corpo della figlia di questi viene sequestrato. Quando però anche la moglie si ammala e spira, Morgan decide di seppellirla di nascosto alle autorità. Poche ore dopo, però, Virge torna in casa, vampirizzata: la teoria di Cortman è corretta. Qui si conclude il flashback.
La monotonia dei giorni solitari di Morgan viene spezzata dal breve incontro con un cane. Ansioso di conquistare la sua compagnia, Morgan cerca di avvicinarlo, ma il cane scappa oltre una collina. Il dottore vaga per la città alla sua ricerca, senza successo, ma si imbatte in corpi impalati con lance di ferro, il che gli suggerisce che forse non è l'unico sopravvissuto. La sera stessa, il cane riappare alla porta del dottore: questi lo accoglie, lo medica, pregustando la sua compagnia dopo anni di totale solitudine. Ma l'analisi del sangue del cane gli mostra che anche la bestiola è infetta. Morgan è costretto a impalare anche il cane e a seppellirlo. È in quel frangente che scorge una donna: le si avvicina, ma questa fugge via, terrorizzata. Raggiuntala, Morgan la convince a seguirlo in casa.
I due si apprestano a cenare e la donna rivela di chiamarsi Ruth e di aver perso il marito. A Morgan viene in mente di testare la sua reazione all'aglio: prende una corona e l'avvicina alla donna, che la respinge soffocata. Morgan, sconsolato, le comunica che anch'essa è affetta dal morbo, ma la donna sostiene di essere sempre stata di stomaco sensibile. Ruth si reca in camera da letto e tira fuori una siringa. Il dottore entra nella stanza e le chiede cosa sia. Ruth gli rivela che si tratta di un vaccino in grado di contenere il morbo, pur non curandolo del tutto: se non assume la dose tornerà ad essere un vampiro. Un'intera comunità di umani nelle sue stesse condizioni si mantiene in vita sotto trattamento: essi intendono rifondare la società umana con l'aiuto del vaccino. Il solitario dottore è per loro un'autentica leggenda, l'unico rimasto misteriosamente immune al male, immunità che Morgan attribuisce a un morso ricevuto da un pipistrello vampiro infettato dal morbo, durante un viaggio a Panama. Ruth rivela a Morgan che il loro incontro non è casuale: ella è stata inviata dalla sua comunità per comprendere cosa tenga in vita Morgan e se egli sappia qualcosa più di loro. In ogni caso, essi intendono liberarsi di lui ed egli è anzi un mostro per loro: nei suoi giri di ronda ha infatti impalato molti membri di quella comunità.
Ruth tira fuori una pistola e la punta contro Morgan: il suo compito adesso è quello di trattenerlo in casa, in attesa che i compagni sopraggiungano per finirlo. Vinta però dalla fiacchezza e dalla umanità di Morgan, si lascia disarmare. Mentre Ruth dorme, Morgan opera una trasfusione del proprio sangue nel corpo della donna. L'effetto è immediato: Ruth guarisce. Ma i compagni di Ruth hanno già accerchiato la casa, impalando i vampiri che la attorniano. Morgan fugge in cerca di scampo. In un commissariato si impossessa di bombe lacrimogene: usandole riesce a raggiungere una chiesa, sul sagrato della quale viene però colpito da un'arma da fuoco. Giunto sull'altare, Morgan è infine colpito al petto da una lancia di ferro. Accasciandosi al suolo, bolla i suoi nemici come mostri e dichiara di essere l'ultimo uomo. Quando Ruth lo raggiunge, Morgan, agonizzante, le manifesta lo sconcerto procuratogli dalla paura che suscita a quella gente. Morto il dottore, Ruth si avvicina ad un bimbo che piange in braccio alla madre e gli dice che non c'è ragione di piangere, perché sono tutti salvi.

## Produzione
Inizialmente il film venne prodotto dalla Hammer Film Productions in Inghilterra. In seguito a una decisione contraria il film venne consegnato alla U.S. Associates e prodotto da Robert L. Lippert in Italia. Benché alla regia sia accreditato Ubaldo Ragona, secondo alcune fonti il film potrebbe esser stato girato in buona parte o interamente da Sidney Salkow: infatti mentre nella versione italiana è attribuito - secondo l'ANICA - a Ragona, la versione statunitense risulta supervisionata da Salkow, fino ad accreditarlo come co-regista.
Alla stesura della sceneggiatura contribuì anche lo stesso Matheson che però, essendo rimasto parzialmente insoddisfatto del risultato finale, scelse di apparire accreditato con lo pseudonimo di "Logan Swanson".

### Riprese
Le riprese iniziarono il 21 gennaio 1963, presso gli studi Titanus della Farnesina per gli interni; gli esterni furono girati in varie località di Roma e in particolare nel quartiere dell'EUR.

## Distribuzione
La prima proiezione pubblica avvenne il 19 agosto 1964 a Roma. presso gli studi Titanus della Farnesina.
Una versione in DVD rimasterizzata è stata prodotta dalla Ripley's Home Video nel 2005, con contenuti extra: il trailer italiano, un'intervista a Dardano Sacchetti, un incontro con Pier Antonio Mecacci, versioni a confronto: quella italiana e quella statunitense e un fascicolo illustrato di venti pagine.

## Accoglienza e critica
Il film è generalmente considerato il più fedele adattamento del romanzo di Matheson. Secondo Fantafilm, L'ultimo uomo della Terra fu riscoperto dalla critica solo in seguito, mentre al tempo della sua uscita il film venne ignorato o al più liquidato per una evidente povertà di mezzi (malattia endemica per il cinema italiano di genere) e per lo strabordante Vincent Price. Classificato come film dell'orrore, in bianco e nero, e per di più italiano, il film sembrò non dovere meritare attenzione da parte degli esperti di cultura cinematografica. Più recentemente, Fantafilm scrive: «[...] Il quartiere romano dell'EUR [...] diventa uno scenario freddo, irreale, proprio di una città apocalittica della quale lo stile di recitazione enfatico e teatrale di Price interpreta l'incubo in maniera appropriata [...] atteggiando il volto a maschera isterica e piagnucolante e prorompendo in una ultima agghiacciante risata.»
L'ultimo uomo della Terra è stato citato come un film anticipatore del fortunato filone degli zombi di Romero.